# Шпигунов, Иван Михайлович
 Иван Михайлович Шпигунов (8 октября 1913 — 19 сентября 1961) — командир танковой роты 380-го танкового батальона (174-я танковая бригада, 60-я армия, Воронежский фронт). Герой Советского Союза.

## Биография
Родился 8 октября 1913 года в деревне Шилинка в семье рабочего.
После окончания семилетней школы работал шофёром. В 1937 году призван в РККА Орловским ГВК.
В 1939 году участвовал в боях на Халхин-Голе.
В 1940 году вступил в ВКП(б).

### Великая Отечественная война
В июне 1942 года окончил Орловское танковое училище в звании лейтенанта.
Вступил в бои на Сталинградском фронте — с 29 июня 1942 года.
Командир танка Т-34 лейтенант Шпигунов в боях под селом Горшечное Курской области 1—2 июля 1942 года огнём своего танка уничтожил 3 танка противника, 2 противотанковые пушки, 2 грузовые автомашины и одну миномётную батарею. В контратаках под Воронежем уничтожил 8 противотанковых пушек, 7 минометных батарей, склад с боеприпасами, 2 автомашины с боеприпасами, 8 станковых пулемётов. С 1 по 17 июля принял участие в отражении 9 контратак противника. За эти боевые заслуги был награждён орденом Красного Знамени.
Командир танковой роты 174-й танковой бригады лейтенант Шпигунов особо отличился в боях в июле 1942 года в районе села Касторное Курской области. 18 раз он водил свою боевую машину в атаку на врага, уничтожив 16 противотанковых пушек, 12 миномётных батарей, 7 танков, 14 станковых пулемётов.
Указом Президиума Верховного Совета СССР от 4 февраля 1943 года за образцовое выполнение боевых заданий Командования на фронте борьбы с немецкими захватчиками и проявленные при этом отвагу и геройство лейтенанту Шпигунову Ивану Михайловичу присвоено звание Героя Советского Союза с вручением ордена Ленина и медали «Золотая Звезда».

### Послевоенное время
В 1947 году старший лейтенант Шпигунов уволился в запас. Жил в Омске, работал шофёром-автомехаником.
В июле 1961 года после тяжелой болезни умер, похоронен в Омске на Старо-Северном кладбище.

## Награды
- Медаль «Золотая Звезда» (04.02.1943)[4];
- орден Ленина (04.02.1943);
- орден Красного Знамени (30.09.1942)[3];
- медали.